# فهرست مادی‌های اصفهان

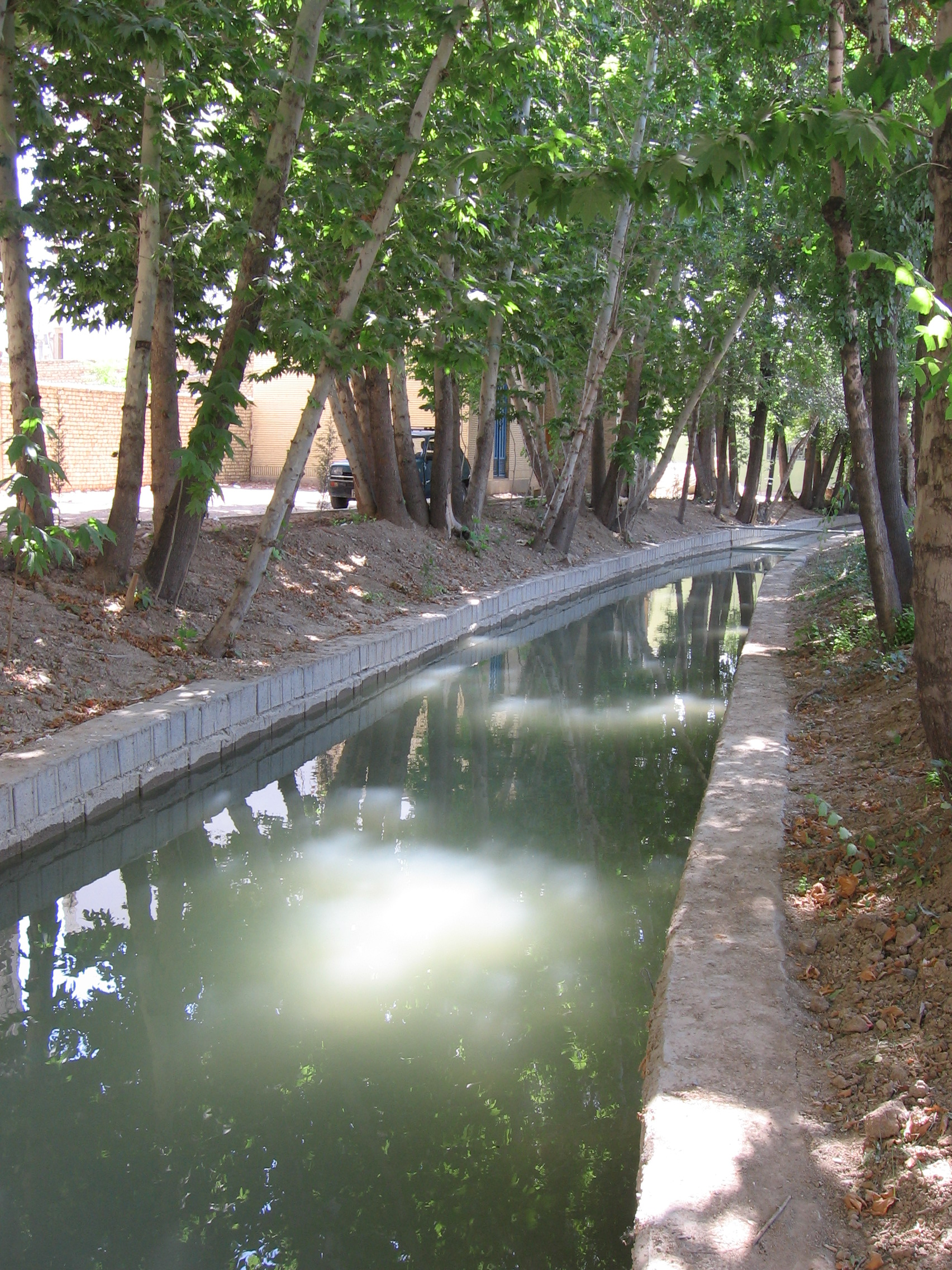
بخش آغازین مادی فرشادی در محلهٔ ناژنان، اصفهان

مادی به جوی‌ها و نهرهایی گفته می‌شود که جهت تقسیم مقداری از آب زاینده رود در شهر اصفهان در زمان صفویان توسط شیخ بهایی احداث گردید. نظریه‌ای است که نام مادی را با قوم ایرانی ماد مربوط می‌داند و اینگونه نهرکشی را «روش مادی» می‌داند، به علت آنکه آب را از چاه‌ها به صورت قنات به روی زمین آورده و جاری می‌ساختند.
مشابه مادی‌های اصفهان را می‌توان در آمستردام و دیگر شهرهای تاریخی هلند دید که در هلندی با نام خراخت (Gracht) معروفند. در هلند از مادی‌ها برای تقسیم آب، زهکشی و رد کردن آب اضافی استفاده می‌شود.

## فهرست
مادی‌ها به ترتیب زیر وارد اصفهان می‌شوند:
جوی شاه: که آب آن مخصوص عمارتهای سلطنتی بوده و نصف مادی فرشادی آب داشته است.
مادی نیاصرم: این مادی که از بزرگ‌ترین مادی‌های اصفهان است از کنار پل مارنان از رود جدا شده، از جنب محله لنبان می‌گذرد به طرف شرق اصفهان جریان می‌یابد. این مادی، به هنگام پرآبی، دویست سنگ آب دارد.
مادی فرشادی: این مادی بالاتر از مادی نیاصرم از رودخانه جدا شده، محله‌های چهارسو و شمس‌آباد را مشروب می‌سازد و سپس از محله خواجو می‌گذرد و آب آن به یک چهارم‌اب مادی نیاصرم می‌باشد.
مادی فدن: آب این مادی را سلاطین صفویه وقف سلامتی خود کرده بودند. این مادی بالاتر از سه مادی دیگر قرار داشت و به دروازه دولت می‌رفت. سپس در آنجا به شعبات کوچکی تقسیم می‌شد.
مادی تیران یا طهران: این مادی از مغرب شهر گذشته، به محله بیدآباد و چهارسوق شیرازیها می‌رسید.
سایر مادیهای بزرگ شهر اصفهان عبارت‌اند از ناجوان، نایج، شایج، قمش، و عبدالله خان. به‌طور کلی از سرچشمه زاینده‌رود تا گاوخونی ۱۵۴ مادی و نهر از این رودخانه جدا می‌شود.
مجموعاً ۳۰۸۶۸۳ متر طول مادی در مناطق ۱۵ گانه است. مادی‌ها ساختار هندسی و مارپیچی دارد.
| مناطق    | طول کل مادی‌ها (متر) | نام مادیها                                                                                    |
| منطقه ۱  | ۱۸۲۷۴               | تیران- فدن- دستگرده-الیادران- جوی شاه -نیاصرم - فرشادی - حاجی                                 |
| منطقه ۲  | ۲۳۴۴۰               | پرتمان- شمس اباد-ولدان- فردوان- دستگرده- قمیش                                                 |
| منطقه ۳  | ۱۱۲۵۲               | نیاصرم- فرشادی- باقرخان- راران- مدرس                                                          |
| منطقه ۴  | ۲۲۷۶۳               | آسیاب- باقرخان- نیاصرم- فرشادی-مهراباد-فروتن                                                  |
| منطقه ۵  | ۱۳۵۰۲               | شایج –عبدالله خان-نایج                                                                        |
| منطقه ۶  | ۲۲۰۳                | ردان فیزادان -خونین                                                                           |
| منطقه ۷  | ۱۶۰۷۶               | فدن –فارابی- فرسخ- خونین- برازنده- ارزنان- شاهپسند                                            |
| منطقه ۸  | ۲۳۹۸۰               | پرتمان-آسیاب دوبرجه و ساحل-آزادن –تامه-تیران آهنگران-جلالیه-فدن-یونارت-فردوان-شاهپسند-شمس‌آباد |
| منطقه ۹  | ۷۶۲۴۹               | فدن –فرشادی-حاجی-قمیش-کارلادان-سهم-تیران-سودان-رهنان-الیادران-لنبان                           |
| منطقه ۱۰ | ۱۴۱۴۶               | مرغاب-هفتون- چشمه کشاورز- چشمه تالار- راران-چشمه صفائیه-جوهران                                |
| منطقه ۱۱ | ۱۱۰۹۵               | پرتمان- ظهرابادی-کی رهنان شرقی- روداب-وعنا-سودان                                              |
| منطقه ۱۲ | ۲۶۸۲                | هادی گل- مهدی‌آباد                                                                             |
| منطقه ۱۳ | ۵۶۵۴                | میاندواب- جلالان- لت رقیه- جوی سیاه                                                           |
| منطقه ۱۴ | ۱۵۱۵۴               | ارزنان-دارک- شاهپسند-برازنده                                                                  |
| منطقه ۱۵ | ۴۲۲۳                | باقرخان- راران- جوی چهل پارس- کی اندوان                                                       |
| ناژوان   | ۴۷۹۹۰               | نایج- شایج- جلالان- قمیش- کارلادان- تیران- آسیاب (حاجی)- فرشادی- سهم-جوی شاه- فدن             |